# Чан Тхек Сан
Чан Тхек Сан (кор. 장택상, 張澤相, Jang Taek-sang, Chang T'aeksang; 22 жовтня 1893 — 1 серпня 1969) — корейський борець за незалежність, поліцейський, дипломат і політик, третій прем'єр-міністр Республіки Корея.

## Кар'єра
Після звільнення з-під японської окупації Чан став першим міністром закордонних справ і торгівлі Південної Кореї (серпень-грудень 1948). Від 1950 до 1961 року був депутатом Національної асамблеї Республіки Корея, при цьому в 1950—1952 роках обіймав посаду заступника голови законодавчого органу. Одночасно, в 1950—1956 роках, очолював суд з імпічменту. У квітні-травні 1951 року виконував обов'язки міністра внутрішніх справ країни. В 1952—1954 роках Чан був президентом федерації футболу Південної Кореї.
У розпал Корейської війни (6 травня 1952) Чан Тхек Сан зайняв пост прем'єр-міністра, втім протримався на чолі уряду не надто довго — вже у жовтні того ж року він вийшов у відставку.